# Балабанка (Оренбургская область)
Балаба́нка — посёлок в Первомайском районе Оренбургской области. Входит в состав Малозайкинского сельсовета.

## География
Посёлок находится на левом берегу одноименной реки, на расстоянии 33 км к юго-западу от посёлка Первомайский, административного центра района.

### Часовой пояс
Посёлок Балабанка, как и вся Оренбургская область, находится в часовой зоне МСК+2. Смещение применяемого времени относительно UTC составляет +5:00.

## История
Основан в 1933 году как ферма № 4 совхоза «Тепловский». В 1966 году указом Президиума Верховного Совета РСФСР посёлку отделения № 5 совхоза «Тепловский» присвоено наименование Балабанка.

## Население
| 2010 |
| ---- |
| 22   |